# Beck Row, Holywell Row and Kenny Hill
Beck Row, Holywell Row and Kenny Hill – civil parish w Anglii, w Suffolk, w dystrykcie West Suffolk. W 2011 civil parish liczyła 3897 mieszkańców.